# Jaime Aparicio Rodewaldt
Jaime Aparicio Rodewaldt (Lima, 17 de agosto de 1929) es un ex vallista colombiano que compitió en los Juegos Olímpicos de Verano de 1948 y en los Juegos Olímpicos de Verano de 1956.

## Trayectoria
En los Juegos Bolivarianos de 1947-48, ganó los 400 metros con vallas y obtuvo la plata en la prueba de 400 metros. En los Juegos Olímpicos de Londres, fue eliminado en las rondas preliminares de ambas pruebas.
En 1950, triunfó en los 400 metros con vallas de los Juegos Centroamericanos y del Caribe. Al año siguiente, ganó los 400 metros con vallas en los Juegos Panamericanos de 1951 en Buenos Aires. En los Juegos Bolivarianos, defendió su título en esta prueba y obtuvo la plata en los 200 metros.
En 1954, defendió su título en los 400 metros con vallas de los Juegos Centroamericanos y del Caribe y obtuvo la plata en los 200 metros. También ganó el oro en los 400 metros con vallas y la plata en los 200 metros en el Campeonato Sudamericano de São Paulo. Al año siguiente, ganó la plata en los Juegos Panamericanos de 1955 en la Ciudad de México.
En 1956, ganó los 400 metros y los 400 metros con vallas en el Campeonato Sudamericano de Santiago, y obtuvo la plata en los 200 metros. En los Juegos Olímpicos de Melbourne, volvió a no pasar de la primera ronda en los 400 metros y los 400 metros con vallas. En el Campeonato Sudamericano de 1958 en Montevideo, ganó la plata en los 400 metros con vallas.